# Claudia Scampoli
Claudia Scampoli (* 5. April 2000 in Vasto) ist eine italienische Beachvolleyballspielerin.

## Karriere
Mit Anna Piccoli erreichte Scampoli 2016 das Viertelfinale bei der U18-Europameisterschaft in Brünn sowie 2017 bei den U20-Titelkämpfen in Vulcano. Bei der U18-EM in Kasan verbesserte sie ihr Ergebnis des Vorjahres um einen Rang. Partnerin war Chiara Mason. 2018 gewannen Scampoli und Nicol Bertozzi die Silbermedaille bei den Olympischen Jugend-Sommerspielen in Buenos Aires und ein Jahr später erreichten die beiden Italienerinnen das Halbfinale bei der U20-Europameisterschaft in Göteborg. Jeweils neunte Plätze gelangen Scampoli mit verschiedenen Partnerinnen bei den folgenden drei Europameisterschaften der unter Zweiundzwanzigjährigen. In Antalya 2019 startete sie mit Dalila Varrassi, in Izmir 2020 mit Chiara They und 2021 trat sie mit Valentina Gottardi in Baden an.
Im Seniorenbereich belegten Alice Gradini und Claudia Scampoli 2018 beim 2-Sterne-Turnier in Agadir 2018 den vierten Platz, bei den World Tour Finals ein Jahr später in Rom wurde sie mit Claudia Puccinelli Fünfundzwanzigste. In der Hauptstadt Italiens gelang ihr auch ihr bis dahin größter Erfolg, als sie und Margherita Bianchin bei der Beachvolleyball-Weltmeisterschaft 2022 als Pooldritte in der Lucky Loser Runde die Chileninnen Rivas Zapata und Chris in drei Sätzen besiegten. In der ersten Hauptrunde gelang den italienischen Athletinnen ein Sieg über die kanadischen Zwillingsschwestern Megan und Nicole McNamara. Nach der Niederlage gegen ihre italienischen Landsfrauen Menegatti/Gottardi im Achtelfinale belegten Scampoli und Bianchin in der Endabrechnung den geteilten neunten Platz. Bei den Europameisterschaften in München verloren Margherita Bianchin und Claudia Scampoli ihr erstes Gruppenspiel gegen die Sloweninnen Tjaša Kotnik und Tajda Lovšin, anschließend qualifizierten sie sich noch durch einen Sieg über die Österreicherinnen Dorina und Ronja Klinger für die erste Hauptrunde. Dort besiegten sie das deutsche Team Cinja Tillmann und Svenja Müller in drei Sätzen, ehe sie an den weiteren Deutschen Julia Sude und Karla Borger scheiterten. So erreichten die italienischen Athletinnen den gleichen Platz wie bei den Weltmeisterschaften.